# 庫爾特·弗朗茨
庫爾特·弗朗茨（Kurt Franz，1914年1月17日—1998年7月4日）是一位德國納粹黨黨衛軍軍官，也曾擔任特雷布林卡灭绝营的指揮官。弗朗茨是猶太人種族滅絕的主要執行者。1965年，他在特雷布林卡審判中被判處無期徒刑，最終於1993年獲釋。

## 生平
弗朗茨於1932年加入納粹黨，並於1935年應徵入伍。1937年10月服兵役後，他加入了黨衛軍。 首先，他在魏瑪圖林根第三死亡軍團接受訓練，然後在布痕瓦爾德集中營擔任廚師和警衛，他在那裡獲得了下士軍銜。
1939年底，弗朗茨被傳喚到希特勒總理府，並被指定參加T-4行動。弗朗茨曾在哈特海姆、勃蘭登堡、格拉芬埃克和松嫩施泰因擔任廚師。1941年底，他被任命為T-4總部的廚師。
1942年4月20日，弗朗茨晉升為上士。1942年春天，弗蘭茲與其他T-4行動的退伍軍人一起前往盧布林集中營，並被派往貝烏熱茨滅絕營，他在那裡一直待到1942年8月底。
隨著萊因哈德行動滅絕營系統指揮權的變更，弗朗茨被轉移到特雷布林卡滅絕營。在克里斯蒂安·维尔特（Christian Wirth）的命令下，他很快就成為集中營的副指揮官。1943年8月中旬到10月，他被提升為集中營指揮官，以結束波蘭境內的猶太人大屠殺。
第二次世界大戰結束後，庫爾特·弗朗茨最初擔任橋樑工人直到1949年，之後他回到原來的職業，擔任廚師，並在杜塞爾多夫工作了10年，直到1959年12月2日被捕。
在1965年的特雷布林卡審判中，弗朗茨否認曾經殺人過，並聲稱只毆打過囚犯一次.。9月3日，他被判處集體謀殺罪（至少30萬人）、涉及35項謀殺罪以及謀殺未遂罪，最終他被判處無期徒刑。
1993年，他因健康原因被釋放，1998年在伍珀塔爾去世。